# 태풍 하이탕 (2005년)
태풍 하이탕(Typhoon Haitang)은 2005년 7월 13일부터 7월 20일까지 활동했고 최저기압 920 hPa를 기록한 2005년의 제5호 태풍이다. 대만과 중국에 영향을 주었다. 비슷한 태풍 으로는 태풍 나비가 있다.

## 피해
- 13명 사망
- 피해총액 11억 달러

## 같이 보기
- 2005년 태풍